# Pešćeno
Pešćeno is een plaats in de gemeente Konjščina in de Kroatische provincie Krapina-Zagorje. De plaats telt 177 inwoners (2001).